# Mercè Vila i Vidal
Mercè Vila i Vidal (Sant Gregori, 28 de juliol de 1933 - Palafrugell, 15 de març de 1982) va cursar els estudis primaris a l'Escola de Sant Gregori i els estudis de batxillerat i magisteri a Girona. Va començar a treballar a l'Escola de Llofriu a principis dels anys 60 fins a finals dels 70. A finals d'aquesta dècada va començar a treballar al CEIP Torres Jonama de Palafrugell fins al dia de la seva mort.
L'escola de Llofriu estava ubicada a Can Bassa (Llofriu), conegut antigament com a Can Calonge, i més popularment com les Escoles. Actualment és el Centre Cultural i Social Bassa Rocas de Llofriu. En aquesta casa hi vivia la Mercè amb la seva família, el seu marit i dues filles, la Roser i l'Anna. Estava formada per dues plantes i les golfes. Una part estava habilitada per ser escola, concretament la sala principal del pis de dalt es feia servir d'aula principal.; tot i que la Lola Alzina, una de les mestres més grans, recorda haver-les fet al pis de baix. D'aquesta manera, la família de la Mercè, va acabar essent una més de Llofriu. Les filles de la Mercè, l'Anna i la Roser Roura i Vila expliquen les seves experiències i vivències a l'escola de Llofriu els anys que hi van viure. Era una escola unitària i mixta, arribant algun curs a ser 65 alumnes. Expliquen recordar molt entranyablement els amics de la infantesa que sempre mantenen un record i un sentiment molt especial, l'estufa de "tacos" de fusta, el pessebre immens de l'entrada del qual el pare preparava l'estructura, l'aprenentatge cantant de les taules de multiplicar a l'estança de parets roses, els "botellins" de la llet Ram, els quaderns de problemes i operacions, les tardes de labors...